# Valcamonica
Valcamonica (også Val Camonica) er en af de største dale i det centrale Alperne, i det østlige Lombardiet, omkring 90 km lang. Det starter fra Tonale Pass, på 1883 meter over havets overflade og slutter på Corna Trentapassi, i Comune af Pisogne, nær Lake Iseo. Den har et areal på omkring 1.335 km ² og 118.323 indbyggere 118,323.
Det føres i hele sin fulde længde fra floden Oglio, som begynder i Ponte di Legno og ender i søen Sebino mellem Pisogne og Costa Volpino.
Valle Camonica navn stammer fra det latinske Vallis Camunnorum, som betyder "Valley of the Camunni", det navn, som romerne kaldte indbyggerne (i dag kaldes Camuni).
Næsten alle af dalen er inkluderet i det administrative område i provinsen Brescia, undtagen Lovere, Rogno, Costa Volpino og Val di Scalve, som er dele af provinsen Bergamo.
Klippemalerierne i Val Camonica udgør den største samling af forhistoriske helleristninger i verden , og var det første Verdensarvssted anerkendt af Unesco i Italien (1979). Et areal på 1.355,65  km² blev i 2020 udpeget til biosfærereservat under UNESCOs Menneske og biosfære-programmet.
Fra dalen er der adgang til dalen Valtellina via Mortirolopasset. Der er adgang til byen Bormio via det høje Gaviapasset.